# Rally Ourense-Ribeira Sacra de 2018
El Rally Ourense-Ribeira Sacra de 2018 fue la 7ª edición y la séptima ronda de la temporada 2018 del campeonato de Galicia de Rally. Se celebró del 22 al 23 de septiembre y contó con un itinerario de nueve tramos que sumaban un total de 84,85 km cronometrados.

## Itinerario
| Día   | Tramo | Nombre             | Distancia | Hora  | Ganador       | Tiempo   | Líder        |
| ----- | ----- | ------------------ | --------- | ----- | ------------- | -------- | ------------ |
| Día 1 | TC1   | Castro de Beiro    | 5,12 km   | 20:00 | Iago Caamaño  | 3:04.274 | Iago Caamaño |
| Día 2 | TC2   | Maceda-Baldrei     | 11,64 km  | 09:05 | Iago Caamaño  | 7:14.100 | Iago Caamaño |
| Día 2 | TC3   | San Miguel-Luintra | 10,00 km  | 10:00 | Víctor Senra  | 6:10.960 | Bandera de ? |
| Día 2 | TC4   | Maceda-Baldrei     | 11,64 km  | 11:55 | Víctor Senra  | 7:16.002 | Bandera de ? |
| Día 2 | TC5   | San Miguel-Luintra | 10,00 km  | 12:50 | Víctor Senra  | 6:10.313 | Bandera de ? |
| Día 2 | TC6   | Caxide-Cerreda     | 7,70 km   | 16:55 | Víctor Senra  | 4:32.047 | Bandera de ? |
| Día 2 | TC7   | Vilanova-Luintra   | 10,37 km  | 17:40 | Víctor Senra  | 6:17.731 | Bandera de ? |
| Día 2 | TC8   | Caxide-Cerreda     | 7,70 km   | 19:50 | Alberto Meira | 4:38.772 | Bandera de ? |
| Día 2 | TC9   | Vilanova-Luintra   | 10,37 km  | 20:35 | Alberto Meira | 6:23.784 | Víctor Senra |

## Clasificación final
| Pos. | Piloto                      | Copiloto                  | Automóvil                  | Tiempo  | Diferencia |
| ---- | --------------------------- | ------------------------- | -------------------------- | ------- | ---------- |
| 1.   | Víctor Senra                | David Vázquez             | Ford Fiesta R5             | 51:55.1 | 0.0        |
| 2.   | Iago Caamaño                | Alberto Rodríguez         | Ford Fiesta R5             | 52:06.9 | +11.8      |
| 3.   | Alberto Meira               | José Murado               | Mitsubishi Lancer Evo X    | 52:09.2 | +14.1      |
| 4.   | Javier Martínez Carracedo   | Telmo Cristopher          | Renault 5 GT Turbo         | 55:57.7 | +4:02.6    |
| 5.   | Emilio Vázquez Pereiras     | Héctor Rodríguez Gómez    | Citroën ZX                 | 56:01.0 | +4:05.9    |
| 6.   | Tino Iglesias               | Jorge Iglesias            | Ford Fiesta N5             | 56:03.2 | +4:08.1    |
| 7.   | Jorge Pérez Oliveira        | Juan Gándara              | Renault Clio R3 Maxi       | 56:07.1 | +4:12.0    |
| 8.   | Antonio Fernández Valcárcel | Alejandro López Fernández | Mitsubishi Lancer Evo VIII | 56:12.8 | +4:17.7    |
| 9.   | Alberto Nimo                | José Antonio Pintor       | Volkswagen Polo N5         | 56:44.4 | +4:49.3    |
| 10.  | Daniel Álvarez Rivas        | Adrián Vázquez Búa        | Peugeot 205 Rallye         | 57:13.5 | +5:18.4    |